# IBM RPG III
El RPG III es un dialecto del lenguaje de programación RPG que se anunció por primera vez con el IBM System/38 en 1978. Una versión mejorada, RPG IV, se introdujo en 1994. En 2001, RPG se actualizó nuevamente para eliminar una serie de restricciones de columna. RPG continúa actualizándose periódicamente. Las últimas restricciones de forma fija se eliminaron en 2015. Aparte de compartir algunos códigos de operación y terminología, el moderno RPG IV es visualmente muy diferente al RPG III.